# Река (сторожевой корабль)
«Река» — советский речной сторожевой корабль, оборудованный в начале Отечественной войны из мобилизованного парового колёсного буксира.

## История службы
Паровой колёсный буксир был построен в Киеве на завод Кондзерского в 1912 году для коммерческих перевозок. В этой роли он плавал по Днепру до 1941 года.
С началом войны «Реку» мобилизовали 23 июня 1941 года по предвоенному плану и 5 июля полностью переоборудовали в военный корабль на заводе им. И. В. Сталина в Киеве. По тогдашней классификации корабли с артиллерией калибра 76 мм и меньше были «сторожевыми кораблями», а с орудиями калибра более 76 мм — «канонерскими лодками»..
11 июля сторожевой корабль «Река» включён в состав Припятского отряда речных кораблей (ОРК) Пинской военной флотилии (ПВФ). Его командиром стал лейтенант запаса Е. П. Корицкий (по другим данным — лейтенант Жаховский Е. А.). В течение июля — августа корабль выполнял боевые задачи на реке Припять.
Вечером 23 августа передовой отряд 111-й пехотной дивизии немцев, усиленный самоходными орудиями StuG III, опрокинул отступающие по приказу, но плохо организованные части 27-го стрелкового корпуса 37-й армии Юго-Западного фронта и захватил плацдарм на левом берегу Днепра у села Окуниново. Таким образом корабли ПВФ, действовавшие севернее, оказались отрезаны от Киева, где в то время находился штаб флотилии.
В ночь на 26 августа 1941 года «Река» совместно с другими кораблями флотилии участвует в прорыве в Киев из района Чернобыль — Домантово, мимо немецкого окуниновского плацдарма. Во время завязавшегося огневого боя сторожевик получил ряд попаданий 37-мм противотанковых снарядов, потерял управление, врезался в корпус канонерской лодки «Димитров», затонувшей несколькими минутами ранее, и затем сам затонул. В 1947 году обломки корабля были cданы на слом.